# Métropole de Céphalonie
La Métropole de Céphalonie (en grec byzantin : Ιερά Μητρόπολις Κεφαλληνίας) est un évêché de l'Église orthodoxe de Grèce.

## Sources
- site de la métropole